# Deutsch-französisch-schweizerische Regierungskommission
Die Deutsch-französisch-schweizerischen Regierungskommission wurde am 22. Oktober 1975 durch das Bonner Abkommen (Vereinbarung zwischen den Regierungen der Bundesrepublik Deutschland, der Französischen Republik und der Schweizerischen Eidgenossenschaft über die Bildung einer Kommission zur Prüfung und Lösung von nachbarschaftlichen Fragen) gegründet. Sie stellt das Dachgremium der Deutsch-französisch-schweizerischen Oberrheinkonferenz dar und ist das Vermittlungsgremium zwischen Oberrheinkonferenz und den drei nationalstaatlichen Regierungen (Deutschland, Frankreich, Schweiz) in Fragen der grenzüberschreitenden Zusammenarbeit. Am 21. September 2000 wurde der Auftrag der Kommission durch die Vereinbarung zwischen dem Schweizerischen Bundesrat, der Regierung der Bundesrepublik Deutschland und der Regierung der Französischen Republik über die grenzüberschreitende Zusammenarbeit im Raum Oberrhein bestätigt. Die Kommission tagt ungefähr einmal pro Jahr.

## Zusammensetzung
Die Regierungskommission setzt sich aus einer deutschen, einer französischen und einer schweizerischen Delegation mit jeweils höchstens acht Mitgliedern zusammen. Die Mitglieder der Delegationen werden durch die jeweiligen nationalstaatlichen Regierungen benannt, geleitet wird die Delegation durch Vertreter der jeweiligen Außenministerien.